# Leandro Gelpi
Leandro Gelpi (Montevideo, 27 de fevereiro de 1991) é um futebolista profissional uruguaio que atua como goleiro. Atualmente, defende o Rampla Juniors.

## Carreira
Leandro Gelpi fez parte do elenco da Seleção Uruguaia de Futebol da Olimpíadas de 2012.